# Reynold Johnson

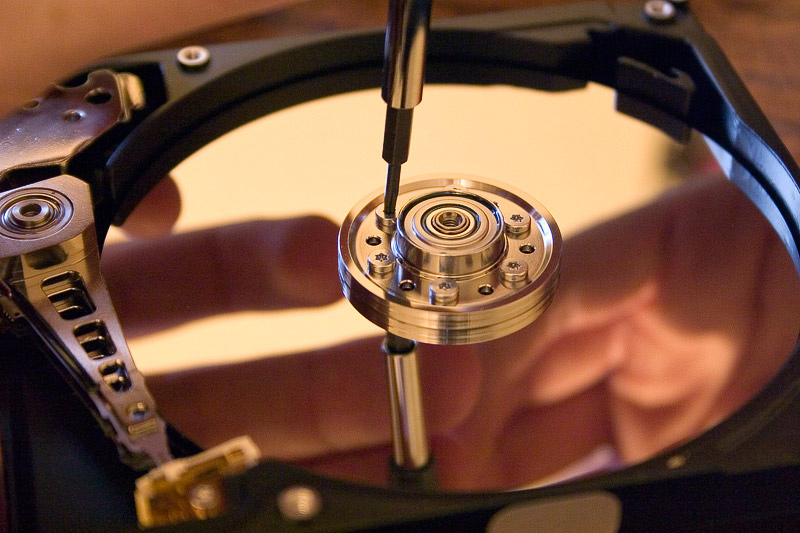
disque IDE de bureau IBM 120 GXP de 60 Go, vers 2002

Reynold Johnson, né le 16 juillet 1906 dans le Minnesota et mort le 15 septembre 1998 à Palo Alto, est un inventeur américain et un pionnier de l'informatique. Ayant passé la majeure partie de sa carrière chez IBM, Johnson est considéré comme le « père » du disque dur. Parmi ses autres inventions, on trouve un appareil de notation automatique de QCM et la cassette vidéo.

## Biographie

### Début de carrière
Reynold Johnson est diplômé en administration scolaire en 1929, il commence sa carrière comme professeur de sciences et de mathématiques dans un collège local. Sa vie change en 1933, lorsqu'il perd son emploi et conçoit un appareil électromécanique capable de noter automatiquement un QCM en détectant les marques de crayon. Il s'adresse à plusieurs entreprises, dont IBM, afin de leur proposer son invention. IBM refuse de s'y intéresser dans un premier temps, mais en 1934, l'entreprise acquiert le brevet, voyant en Johnson un grand potentiel. Il est embauché comme ingénieur dans le laboratoire d'Endicott (New York).

### L'inventeur du disque dur
Johnson devient l'un des inventeurs les plus prolifiques de la compagnie, se spécialisant en appareils électromécaniques. Au début des années 1950, IBM pressent un besoin grandissant pour les systèmes de mémoire de masse améliorés et lui demande de mener une équipe de recherche afin de travailler sur ce projet. En 1952, il rassemble une équipe, qui commence à étudier des systèmes de stockage de données sur disques magnétiques. IBM demande à l'équipe d'utiliser ces recherches pour développer une mémoire à accès aléatoire de masse (la RAM). La RAM donnerait à un utilisateur la capacité de rechercher et lire un enregistrement ou un fichier de données en quelques secondes maximum. Auparavant, les données étaient stockées sur des bandes magnétiques et il fallait plusieurs minutes pour trouver ce que l'on cherchait.
Johnson et son équipe étudient sérieusement un rapport d'expériences de stockage sur disque magnétique accomplies par Jacob Rabinow (en) de l'American National Standards Institute. L'équipe décide que le concept de disque de Rabinow possède des caractéristiques favorables et conclut que leur design serait fondé sur une configuration de lecteur de disques. À la différence de la configuration de cylindre qui était plus largement utilisée à cette époque, Johnson estime qu'un système de disque présente un plus grand potentiel pour la miniaturisation future, l'efficacité par rapport au prix et l'intégrité de système.
Vers la fin de 1955, Johnson et son équipe présentent à l'administration d'IBM le premier disque dur opérationnel : Le RAMAC (Random Access Method of Accounting and Control) est très grand, pèse une tonne, mais il répond aux spécifications originales d'IBM, avec un temps d'accès à n'importe quel enregistrement d'environ une seconde. Le RAMAC utilise cinquante disques magnétiques (plateaux) de 24 pouces tournant à 1 200 tours par minute sur un axe, avec deux têtes de lecture-écriture pouvant accéder rapidement aux fichiers. En 1956, IBM présente le premier disque dur commercial, le RAMAC 350 et aujourd'hui encore, tous les lecteurs de disques sont fondés sur les principes développés par Johnson.

### Bilan
Johnson a déposé 90 brevets au cours de sa carrière, dont beaucoup couvrent le domaine de la manipulation de cartes et la lecture des enregistrements. Il a aussi travaillé avec Sony pour inventer le processus de conservation de vidéo sur une bande magnétique dont la largeur était diminuée de moitié par rapport à une bande vidéo normale, permettant la création du magnétoscope. Il reçoit de nombreux prix, notamment la National Medal of Technology que lui remet le président Ronald Reagan en 1986. En 1992, l'IEEE établit le prix annuel de Reynold B. Johnson pour l'avancement en technologie d'entreposage d'information (Reynold B. Johnson Information Storage Systems Award).
Johnson prend sa retraite en 1971, il continue néanmoins à inventer des appareils et développe une technologie de microphonographe qui est utilisé dans les jouets Fisher-Price Talk to Me Books (livres parlants). Il meurt en 1998, à l'âge de 92 ans.